# Circuit 't Stort
Circuit 't Stort is een motorcross-circuit in Ulicoten, Nederland.

## Beschrijving
Het circuit is 1450 meter lang, heeft 12 bochten en de ondergrond is volledig zand. Het wordt beheert door Motorcrossclub Baarle-Nassau-Hertog, dat aangesloten is bij de Koninklijke Nederlandse Motorrijders Vereniging. Het circuit beheert niet over een transpondersysteem.